# Polonia Varșovia

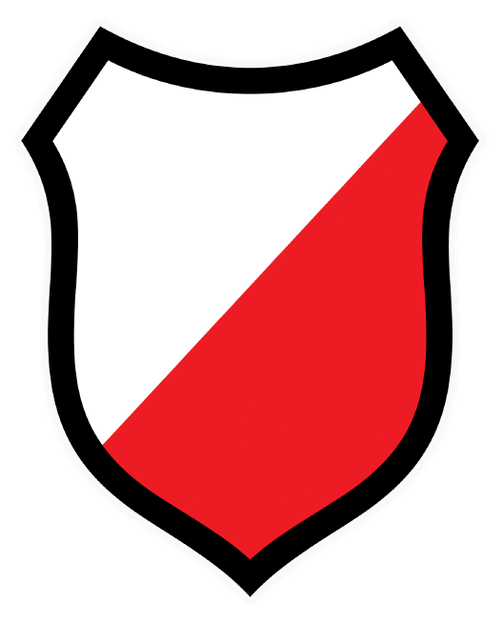
Logoul din 1911–1939, 2013–2015

Logoul din 2004–2013

Polonia Varșovia este un club sportiv din Varșovia, Polonia, cunoscut în special pentru echipa de fotbal. Echipa susține meciurile de acasă pe Stadion Polonii Warszawa, cu o capacitate de 6.800 de locuri.

## Lotul actual
La 26 iulie 2015.
| Nr. |         | Poziție | Jucător             |
| --- | ------- | ------- | ------------------- |
| 2   | Polonia | F       | Bartosz Wybraniec   |
| 3   | Polonia | F       | Karol Worach        |
| 4   | Polonia | F       | Marcin Bochenek     |
| 6   | Polonia | M       | Rafał Kosiec        |
| 7   | Polonia | M       | Mariusz Marczak     |
| 8   | Polonia | M       | Piotr Kosiorowski   |
| 9   | Polonia | A       | Michał Zapaśnik     |
| 10  | Polonia | M       | Krystian Pieczara   |
| 11  | Polonia | A       | Marcin Truszkowski  |
| 17  | Polonia | M       | Mateusz Jaroszewski |
| 18  | Polonia | P       | Mariusz Selerski    |
| 19  | Polonia | F       | Grzegorz Wojdyga    |

| Nr. |          | Poziție | Jucător                 |
| --- | -------- | ------- | ----------------------- |
| 20  | Polonia  | M       | Marcin Kluska           |
| 21  | Polonia  | M       | Hubert Gołąbek          |
| 22  | Polonia  | P       | Przemysław Kazimierczak |
| 23  | Polonia  | M       | Aleksander Tomaszewski  |
| 24  | Polonia  | A       | Zbigniew Obłuski        |
| 26  | Polonia  | F       | Piotr Augustyniak       |
| 30  | Polonia  | P       | Jan Balawejder          |
| 31  | Lituania | F       | Donatas Nakrošius       |
| 44  | Polonia  | F       | Bazyli Kokot            |
| 96  | Polonia  | M       | Sebastian Pindor        |
| 98  | Polonia  | F       | Michał Stasz            |
| 99  | Polonia  | F       | Daniel Choroś           |

## Palmares

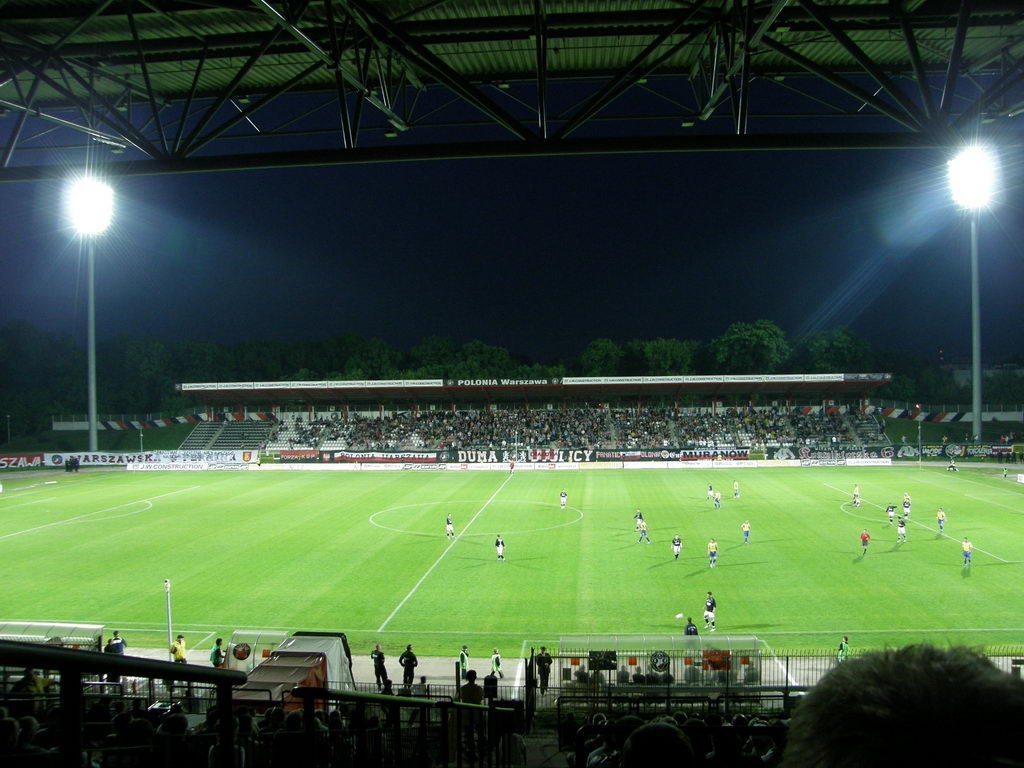
Stadion Polonii Warszawa

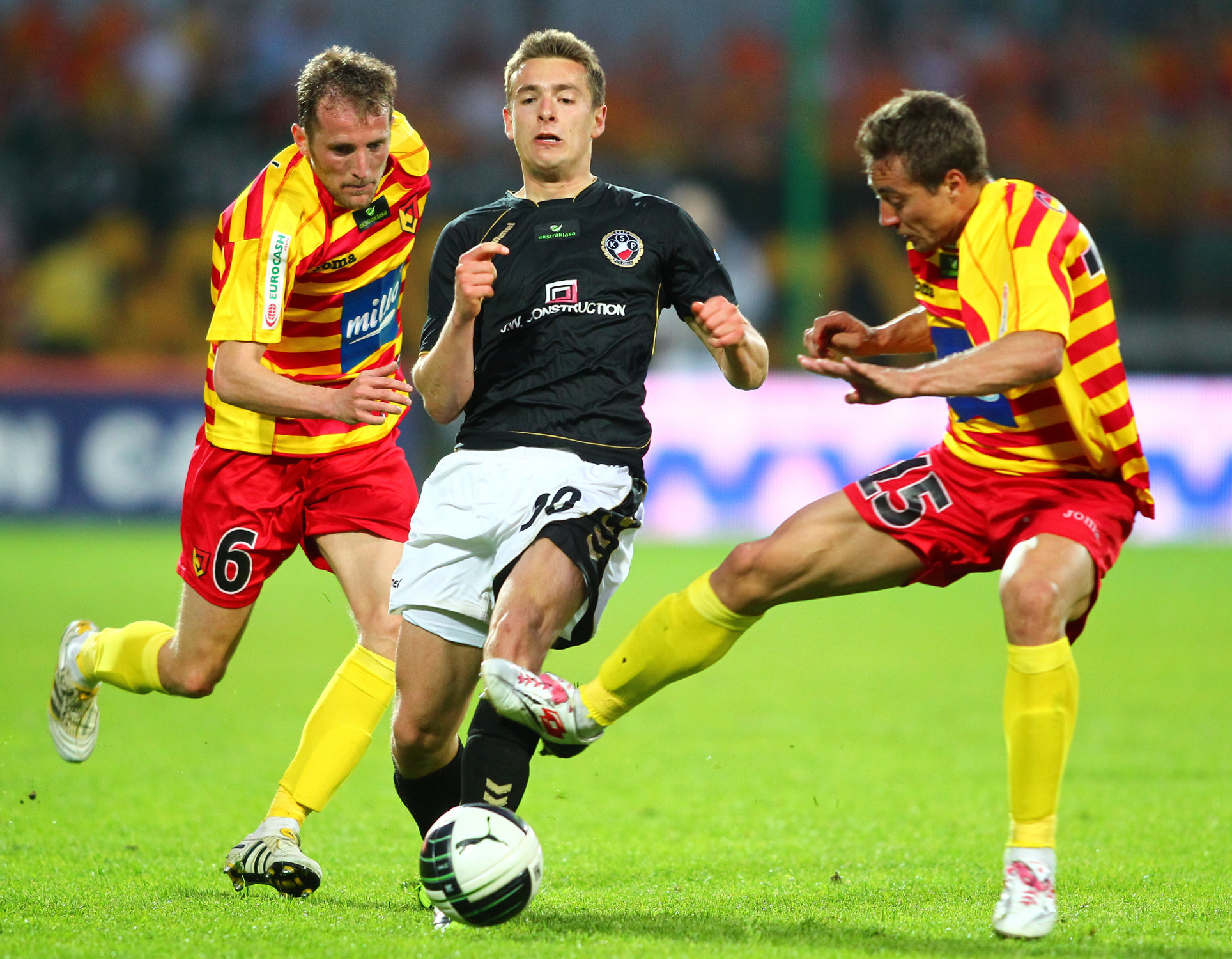
Polonia Varșovia - Jagiellonia Białystok

### Național
- Ekstraklasa (2): 1946, 1999–2000

- Cupa Poloniei (2): 1952, 2000-01

- Supercupa Poloniei (1): 2000

- Cupa Ligii Poloniei (1): 2000

## Jucători notabili
| - Edgar Çani - Daniel Sikorski - Ensar Arifović - Bruno Coutinho - Marcelo Sarvas - César Cortés - Branko Hucika - Žankarlo Šimunić - Ivan Udarević - Radek Mynář - Lumír Sedláček - Pavel Šultes - Andreu - José Isidoro - Vladimir Dvalishvili - Adam Cichon - Seth Ablade - Annor Aziz - Emmanuel Tetteh - Luis Swisher - Aviram Baruchyan - Tomas Žvirgždauskas - Donatas Vencevičius - Gražvydas Mikulėnas | - Filip Ivanovski - Vlade Lazarevski - Aleksandar Todorovski - Emmanuel Ekwueme - Martins Ekwueme - Benjamin Imeh - Kelvyn Igwe - Stanley Udenkwor - Emmanuel Olisadebe - Mateusz Bartczak - Marcin Baszczyński - Arkadiusz Bąk - Krzysztof Bąk - Grzegorz Bonin - Tomasz Brzyski - Michał Chałbiński - Marek Citko - Dariusz Dziekanowski - Piotr Dziewicki - Dariusz Dźwigała - Janusz Gancarczyk - Michał Gliwa - Radosław Gilewicz - Igor Gołaszewski | - Daniel Gołębiewski - Tomasz Jodłowiec - Jacek Kiełb - Paweł Kieszek - Adam Kokoszka - Jacek Kosmalski - Marcin Kuś - Kamil Kuzera - Jan Loth - Stefan Loth - Antoni Łukasiewicz - Radosław Majdan - Radosław Majewski - Adrian Mierzejewski - Daniel Mąka - Erwin Nyc - Krzysztof Nykiel - Arkadiusz Onyszko - Mariusz Pawełek - Mariusz Pawlak - Łukasz Piątek - Dariusz Pietrasiak - Sebastian Przyrowski - Patryk Rachwał | - Maciej Sadlok - Euzebiusz Smolarek - Artur Sobiech - Marek Sokołowski - Piotr Stokowiec - Władysław Szczepaniak - Henryk Borucz - Maciej Szczęsny - Wojciech Szymanek - Piotr Świerczewski - Maciej Tataj - Błażej Telichowski - Łukasz Teodorczyk - Jakub Tosik - Łukasz Trałka - Tomasz Wieszczycki - Paweł Wszołek - Mariusz Zasada - Marcin Żewłakow - Michał Żewłakow - Martin Baran - Róbert Jež - Yahiya Diemé - Đorđe Čotra - Dimitrije Injac |

## Polonia Varșovia în cupele europene
| Sezon   | Competiția            | Runda |                   | Club                | Scor     |
| ------- | --------------------- | ----- | ----------------- | ------------------- | -------- |
| 1997    | Cupa UEFA Intertoto   | GR    | Danemarca         | AaB                 | 0–2      |
|         |                       |       | Belarus           | Dinamo-93 Minsk     | 1–4      |
|         |                       |       | Țările de Jos     | Heerenveen          | 0–0      |
|         |                       |       | Germania          | Duisburg            | 0–0      |
| 1998–99 | Cupa UEFA             | 1Q    | Estonia           | Tallinna Sadam      | 2–0, 3–1 |
|         |                       | 2Q    | Rusia             | Dinamo Moscova      | 0–1, 0–1 |
| 1999    | Cupa UEFA Intertoto   | 1R    | Republica Moldova | Tiligul Tiraspol    | 4–0, 0–0 |
|         |                       | 2R    | Danemarca         | Copenhagen          | 1-1, 3-0 |
|         |                       | 3R    | Ungaria           | Vasas               | 2–0, 2–1 |
|         |                       | 1/2F  | Franța            | Metz                | 1–5, 1–1 |
| 2000–01 | UEFA Champions League | 2Q    | România           | Dinamo București    | 4–3, 3–1 |
|         |                       | 3Q    | Grecia            | Panathinaikos       | 2–2, 1–2 |
|         | Cupa UEFA             | 1R    | Italia            | Udinese             | 0–1, 0–2 |
| 2001–02 | Cupa UEFA             | Q     | Țara Galilor      | The New Saints      | 4–0, 2–0 |
|         |                       | 1R    | Țările de Jos     | Twente              | 1–2, 0–2 |
| 2002–03 | Cupa UEFA             | Q     | Malta             | Sliema Wanderers    | 3–1, 2–0 |
|         |                       | 1R    | Portugalia        | Porto               | 0–6, 2–0 |
| 2003    | Cupa UEFA Intertoto   | 1R    | Kazahstan         | Tobol Kostanay      | 0–3, 1–2 |
| 2009–10 | UEFA Europa League    | 1Q    | Muntenegru        | Budućnost Podgorica | 2–0, 0–1 |
|         |                       | 2Q    | San Marino        | Juvenes/Dogana      | 1–0, 4–0 |
|         |                       | 3Q    | Țările de Jos     | NAC Breda           | 0–1, 1–3 |

## Istoric antrenori
| - Miroslaw Jablonski (July 1992–June 93) - Stefan Majewski (April 1994–June 94) - Miroslaw Jablonski (July 1994–June 95) - Stefan Majewski (April 1995–Oct 96) - Jerzy Engel (July 1995–June 96) - Mieczyslaw Broniszewski (Oct 1996–Sept 97) - Dariusz Wdowczyk (Nov 1998–Dec 00) - Albin Mikulski (Dec 2000–June 1) - Verner Lička (June 2001–May 2) - Janusz Bialek (May 2002–Nov 02) - Krzysztof Chrobak (Nov 2002–March 4) - Mieczyslaw Broniszewski (March 2004–June 4) | - Marek Motyka (June 2004–June 5) - Dariusz Kubicki (June 2005–Oct 05) - Jan Zurek (Jan 2006–April 6) - Andrzej Wisniewski (April 2006–Aug 06) - Jerzy Engel, jr. (Aug 2006–Oct 06) - Waldemar Fornalik (Oct 2006–Oct 07) - Dariusz Wdowczyk (Oct 2007–April 8) - Jerzy Kowalik (April 2008–Sept 08) - Jacek Zieliński (Aug 2008–March 9) - Jacek Grembocki (April 2009–Aug 09) - Dušan Radolský (Aug 2009–Nov 09) - Michał Libich (interim) (Nov 2009) | - José Mari Bakero (Nov 2009–Sept 10) - Pawel Janas (Sept 2010–Dec 10) - Theo Bos (Jan 2011–March 11) - Jacek Zieliński (March 2011–March 12) - Piotr Stokowiec (interim) (March 12) - Czesław Michniewicz (March 2012–May 12) - Piotr Stokowiec (July 2012–18 June 2013) - Piotr Dziewicki (July 2013-August 2014) - Piotr Szczechowicz (August 2014-Oct 2014) - Dariusz Dźwigała (Nov 2014-Dec 2014) - Marek Końko (January 2015 – mai 2015) - Igor Gołaszewski (Mai 2015 – prezent) |